# Arin (Vayots Dzor)
Pour les articles homonymes, voir Arin.
Arin (en arménien Արին ) est une communauté rurale du marz de Vayots Dzor, en Arménie. Elle compte 236 habitants en 2008.